# Bjarni Kolbeinsson
Bjarni Kolbeinsson, ook bekend onder de pseudoniemen Bjarni the Poet en Bjarni de Dichter, was de zoon van Kolbein Hruga en Herborg. Hij was bisschop van de Orkney-eilanden aan het einde van de twaalfde eeuw.

## Biografie
Hij verklaarde graaf Rognvald Kali Kolsson, na diens moord in Caithness, met toestemming van de paus heilig. Hij vergezelde later graaf Harald, toen deze naar Noorwegen ging om zich over te geven aan koning Sverre. Graaf Harald was hierbij genoodzaakt om de Shetlandeilanden aan Sverre te schenken voor de vrede.
Bjarni, of zijn vader, bouwde St Mary's Chapel op Wyre.
Hij is de auteur van het gedicht "The Lay of the Jomsvikings"